# Linea T7 (rete tranviaria dell'Île-de-France)
La linea T7 della rete tranviaria dell'Île-de-France è una tranvia che collega Villejuif ad Athis-Mons, nella banlieue parigina.
È stata inaugurata il 16 novembre 2013.
Serve il Terminal Sud dell'aeroporto di Orly.

## Percorso
| Unknown route-map component "uKHSTa" |

| Urban stop on track |

| Urban stop on track |

| Urban stop on track |

| Urban stop on track |

| Urban stop on track |

| Urban stop on track |

| Urban stop on track |

| Urban stop on track |

| Urban stop on track |

| Unknown route-map component "uSKRZ-Au" |

| Urban stop on track |

| Urban stop on track |

| Urban stop on track |

| Waterway under railway bridge |

| Urban stop on track |

| Unknown route-map component "uSKRZ-Au" |

| Urban stop on track |

| Urban stop on track |

| Urban stop on track |

| Unknown route-map component "uKRZu" |

| Unknown route-map component "uTUNNEL1" |

| Unknown route-map component "uKHSTe" |